# Kiểm duyệt Internet

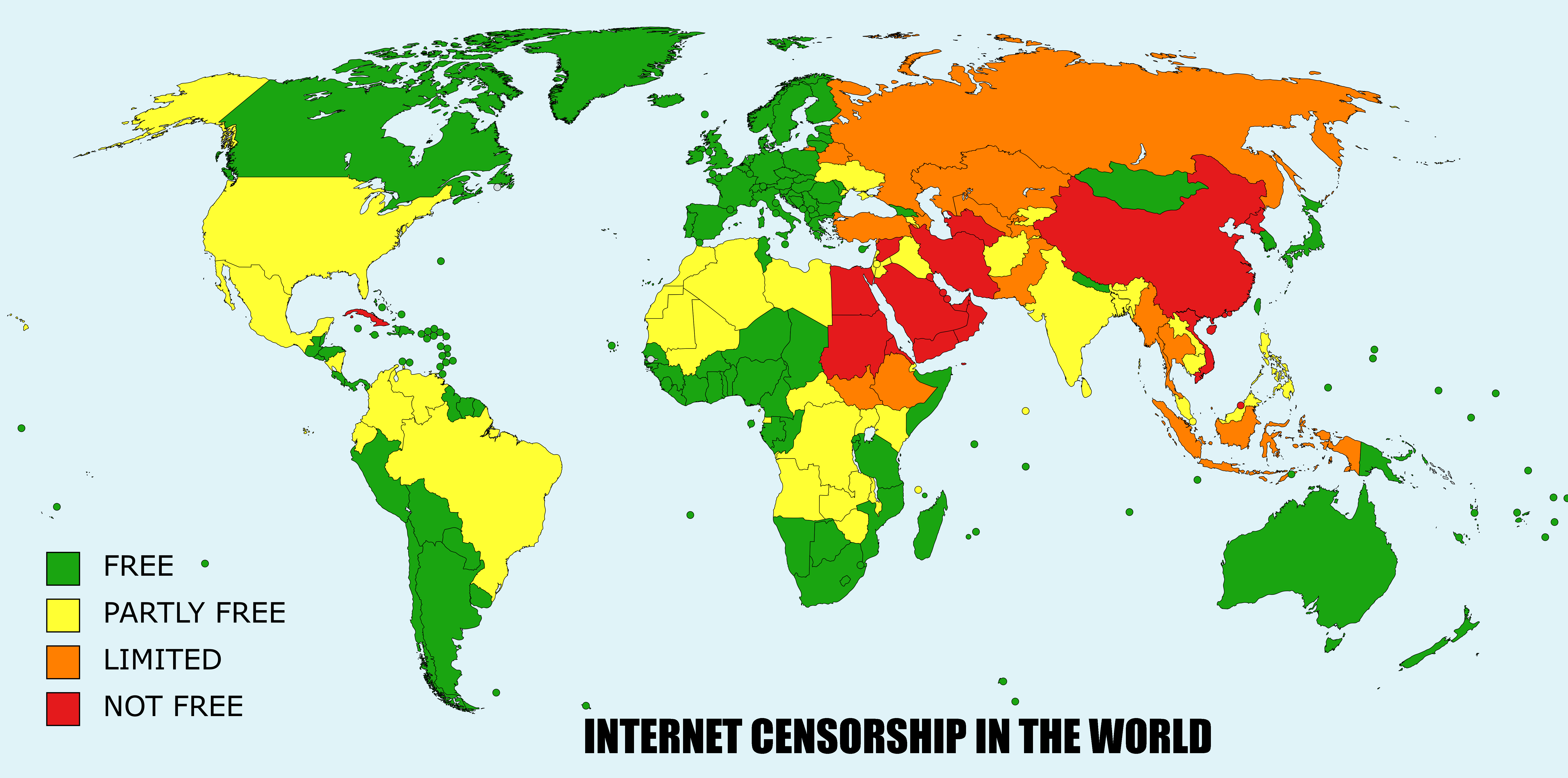
Bản đồ những quốc gia áp dụng kiểm duyệt Internet trên thế giới

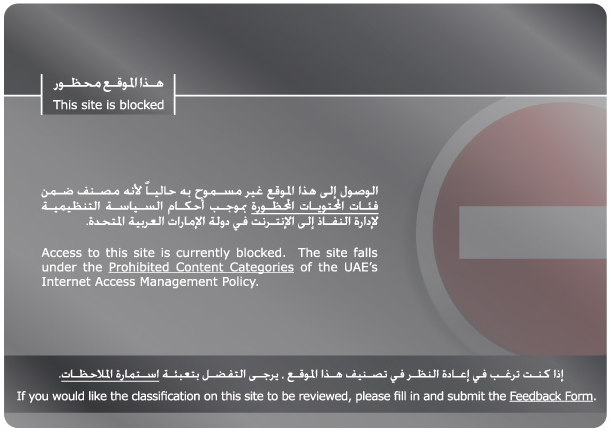
Mức độ kiểm duyệt Internet khác nhau giữa các quốc gia. Các nền dân chủ thường có mức độ kiểm duyệt vừa phải, cho phép công dân tiếp cận thông tin và tham gia vào các cuộc tranh luận công khai, mặc dù có một số hạn chế hợp lý. Ngược lại, các chế độ toàn trị áp đặt những hạn chế nghiêm ngặt đối với quyền truy cập Internet để kiểm soát diễn biến và đàn áp sự bất đồng chính kiến. Họ sử dụng kiểm duyệt như một công cụ để hạn chế giao tiếp và ngăn chặn các cuộc tranh luận về các vấn đề chính trị và xã hội, đặc biệt là trong các sự kiện quan trọng như bầu cử hoặc biểu tình.

Kiểm duyệt Internet là hình thức kiểm soát hoặc ngăn chặn nội dung Internet không phù hợp được áp dụng ở một số quốc gia. Kiểm duyệt Internet là hình thức kiểm soát truyền thông tương tự kiểm duyệt báo chí. Việc kiểm duyệt này có thể được thực hiện bởi chính phủ hoặc các tổ chức tư nhân theo lệnh của chính phủ, cơ quan quản lý hoặc theo sáng kiến của riêng họ. Hình thức kiểm duyệt Internet đa dạng tùy quan điểm về pháp luật, tôn giáo, đạo đức và trình độ của từng quốc gia.
Ban đầu, Internet được giám sát bởi cộng đồng Internet chứ không thuộc quyền kiểm soát của chính phủ hoặc các tổ chức chính thức. Mục đích là để tránh sự can thiệp của chính phủ nhằm phát huy quyền tự do ngôn luận của công dân. Tuy nhiên, việc tự giám sát dẫn đến nhiều vấn đề như sự gia tăng tội phạm trên Internet, các hoạt động đa dạng khó kiểm soát của người dùng,... Chính phủ và các cơ quan đã ngày càng kiểm soát Internet quốc gia chặt chẽ hơn.
Theo một báo cáo gần đây của tổ chức phi lợi nhuận Freedom House, tính từ tháng 6/2017 đến tháng 10/2019, có ít nhất 17 nước đã soạn thảo hay thông qua luật siết chặt nội dung trên Internet. Nhà chức trách nước sở tại có thể thực hiện khóa truy cập vào các website của nhà cung cấp.

## Phương thức kiểm duyệt Internet phổ biến
Một số phương thức kỹ thuật cụ thể và phổ biến mà giới kiểm duyệt dùng để ngăn chặn nội dung hay hạn chế khả năng truy cập Internet:
- Sàng lọc và chặn địa chỉ giao thức Internet (IP)[4]

Giới kiểm duyệt có quyền kiểm soát các nhà cung cấp dịch vụ Internet. Họ có thể đưa các địa chỉ IP nhất định của các trang web mà họ cho rằng không phù hợp vào danh sách đen. Khi bạn yêu cầu quyền truy cập vào một trang web, yêu cầu của bạn được theo dõi bởi các máy tính giám sát, kiểm tra yêu cầu của bạn đối với danh sách các địa chỉ IP được liệt kê trong danh sách đen. Nếu bạn đang cố gắng truy cập một trong những trang web bị cấm này, nhà cung cấp dịch vụ Internet sẽ hủy kết nối và khiến nó bị lỗi.
- Sàng lọc định vị tài nguyên đồng nhất (URL)[5]

Với một URL bao gồm các điều khoản bị cấm, kết nối sẽ được đặt lại và người dùng không truy cập được trang đó.
Giới kiểm duyệt có thể chỉ chặn tên miền phụ, trong khi trang chính vẫn có thể chạy bình thường. Tương tự, họ có thể chỉ lọc hay chặn các trang cụ thể chứa các thông tin nhất định, trong khi vẫn cho phép truy cập các phần còn lại của trang.
Sàng lọc URL có thể được áp dụng nội bộ qua việc sử dụng phần mềm đặc biệt được cài trong máy. Ví dụ, các máy tính trong quán cà phê, Internet có thể đều có cài đặt phần mềm lọc với tác dụng không cho phép kết nối tới một số trang nhất định. Ngoài ra, sàng lọc URL có thể được áp dụng tại một điểm trung tâm trên mạng. Ví dụ như trong một máy chủ proxy (Proxy server). Một mạng có thể được sắp đặt không cho phép người dùng kết nối trực tiếp tới các trang web, nhưng lại bắt buộc (hay khuyến khích) kết nối tới các trang đó thông qua máy chủ proxy.
- Sàng lọc và giả mạo/chuyển hướng hệ thống tên miền (DNS)

Tên miền bị chặn không được giải quyết hoặc địa chỉ IP không chính xác được trả về thông qua việc chiếm quyền điều khiển DNS.
Giới kiểm duyệt có quyền kiểm soát máy chủ tên miền và hủy đăng ký tên miền lưu trữ nội dung bất chính. Điều này làm cho trang web trở nên vô hình trước các trình duyệt của người dùng đang tìm cách truy cập trang web vì nó ngăn cản việc dịch tên miền sang địa chỉ IP của trang web.
- Sàng lọc từ khóa[7]

Sàng lọc từ khóa sử dụng hệ thống phát hiện xâm nhập (IDS) để kiểm tra tất cả lưu lượng truy cập đi qua. Việc sàng lọc từ khóa có khả năng diễn ra tại các bộ định tuyến biên được triển khai bởi các nhà cung cấp dịch vụ Internet (ISP) lớn. Nếu lưu lượng chứa bất kỳ kết quả khớp nào với danh sách đen các từ khóa được xác định trước, lưu lượng sẽ bị chặn với thiết lập lại kết nối giao thức điều khiển truyền vận (TCP). Các gói đặt lại giao thức TCP được gửi đến cả hai điểm cuối để buộc kết nối đóng lại và kết nối bị chặn trong tối đa một giờ.
- Sàng lọc gói

Khi dữ liệu được gửi qua Internet, nó được nhóm thành các đơn vị nhỏ gọi là gói. Mỗi gói như vậy chứa đựng cả dữ liệu nội dung và dữ liệu về cách gửi các gói này (địa chỉ IP của máy tính gửi đi và máy tính gửi đến).
Việc sàng lọc gói sẽ chấm dứt truyền gói giao thức điều khiển truyền vận (TCP) khi phát hiện thấy một số từ khóa gây tranh cãi nhất định.
- Chặn cổng[5]

Số cổng riêng lẻ cũng có thể được đưa vào danh sách đen, hạn chế quyền truy cập vào các dịch vụ như web hoặc email. Các dịch vụ thông dụng trên mạng Internet thường được gắn với các cổng đặc thù. Nếu một cổng nào đó bị chặn, thì toàn bộ lưu lượng đi và tới qua cổng này sẽ không truy cập được.
Việc truy cập tới các cổng có thể được kiểm soát bởi quản lý mạng của tổ chức hay công ty sở hữu mạng trong đó có máy tính của bạn. Việc kiểm soát do nhà cung cấp dịch vụ Internet (ISP) thực hiện hay bởi các định chế khác như chính quyền khi có khả năng tiếp cận tới điểm kết nối tới mạng của ISP. Các cổng có thể bị chặn không chỉ do các lý do về nội dung, mà còn có thể vì các lý do như giảm thư rác, hoặc hạn chế người dùng lạm dụng các nguồn lực của mạng thông qua việc chia sẻ tập tin, tin nhắn nhanh, hay trò chơi trực tuyến.
- Bức tường lửa[8]

Bức tường lửa ngăn chặn được xem là một thiết bị định hướng (Router, một thiết bị kết nối giữa hai hay nhiều mạng và chuyển các thông tin giữa các mạng này) hay trên một máy chủ (Server), bao gồm phần cứng và phần mềm nằm giữa hai mạng (chẳng hạn mạng Internet và mạng cục bộ, mạng liên kết các gia đình, điểm kinh doanh Internet, tổ chức, công ty, hệ thống Ngân hàng, cơ quan nhà nước).
Cơ quan nhà nước có thể lập bức tường lửa ngay từ cổng Internet quốc gia hoặc yêu cầu các nhà cung cấp dịch vụ đường truyền (IXP) và nhà cung cấp dịch vụ Internet (ISP) thiết lập hệ thống tường lửa hữu hiệu hoặc yêu cầu các đại lý kinh doanh Internet thực hiện các biện pháp khác. Đôi khi truy cập những trang web hay máy chủ bị cấm, sẽ xuất hiện một bảng thông báo là "phải cần một mật khẩu truy cập".
- Ngắt kết nối mạng[5]

Một phương pháp kiểm duyệt Internet đơn giản hơn về mặt kỹ thuật là cắt hoàn toàn tất cả các bộ định tuyến, bằng phần mềm hoặc bằng phần cứng (tắt máy, rút cáp).

## Ưu và nhược điểm kiểm duyệt Internet đối với doanh nghiệp
Kiểm duyệt Internet ngày càng phổ biến và được các doanh nghiệp quan tâm. Kiểm duyệt Internet có những ưu điểm và nhược điểm tác động đến hoạt động kinh doanh của doanh nghiệp.

### Ưu điểm của việc kiểm duyệt Internet đối với doanh nghiệp
Một số ưu điểm của việc kiểm duyệt Internet góp phần phát triển doanh nghiệp như sau:
- Kiềm chế truy cập vào các hoạt động có hại[9]

Các công ty sử dụng tường lửa được cấu hình nghiêm ngặt để ngăn nhân viên truy cập vào các trang web có nội dung khiêu dâm và các trang web khác có thể chứa thông tin được xem là sai lệch. Điều này giúp chống lại các hành vi quấy rối nơi làm việc.
- Giảm cơ hội trộm cắp danh tính, thông tin và ý tưởng[10]

Các doanh nghiệp thường lưu trữ một lượng lớn thông tin, dữ liệu (big data) về khách hàng và chính doanh nghiệp. Chính vì vậy, nhiều công ty hạn chế quyền truy cập vào các trang web không an toàn chứa các virus máy tính độc hại hoặc xây dựng hệ thống bảo mật nghiêm ngặt,... Điều này giúp hạn chế khả năng trộm cắp danh tính, thông tin riêng tư của khách hàng, cũng như bảo vệ ý tưởng nội bộ, đảm bảo dữ liệu quan trọng của doanh nghiệp.
- Xác định các hoạt động bất hợp pháp[9]

Việc kiểm duyệt Internet sẽ giúp cho các ban quản lý/kiểm duyệt của công ty phát hiện và ngăn chặn các hành vi sai trái như việc lạm dụng tài sản công ty có chủ ý và vô ý.
- Hạn chế lãng phí thời gian làm việc, tăng sự tập trung làm việc của nhân viên[11]

Một số công ty kiểm duyệt Internet bằng việc cho phép nhân viên truy cập Internet nhưng chặn các trang web không phù hợp, có thể giảm năng suất làm việc hoặc chỉ cho phép nhân viên truy cập Internet, mạng xã hội trong thời gian nghỉ,... từ đó giảm thiểu thời gian truy cập Internet trong giờ làm việc và giúp nhân viên tập trung làm việc hơn.
- Dừng tin giả (fake news)[10]

Việc kiểm duyệt Internet sẽ mang đến những nguồn thông tin online đáng tin cậy hơn, giúp ngăn chặn những tin tức giả (fake news). Điều này giúp cho nhân viên tìm kiếm, thu thập cũng như tiếp nhận các thông tin chính xác và có ích cho công việc hơn. Đồng thời, kiểm duyệt Internet cũng hạn chế các đối thủ cạnh tranh không lành mạnh tung tin tức giả mạo, gây hại cho doanh nghiệp.

### Nhược điểm của việc kiểm duyệt Internet đối với doanh nghiệp
Kiểm duyệt Internet có một số nhược điểm tác động đến doanh nghiệp như:
- Chi phí cao

Việc xây dựng và thực hiện hệ thống kiểm duyệt Internet cần thời gian và nguồn lực lớn. Thiết lập hệ thống kiểm duyệt Internet tốn nhiều chi phí như chi phí nhân công, chi phí lắp đặt các thiết bị cần thiết để thiết lập bộ lọc, tường lửa hay hình thức kiểm duyệt khác. Ngoài ra, trong quá trình sử dụng hệ thống cần được bảo trì, nâng cấp và sửa chữa nên phát sinh các khoản chi khác. Doanh nghiệp có thể chịu thuế từ chính phủ dù có thể không ủng hộ hoạt động kiểm duyệt này. Với khoản chi trả đó, doanh nghiệp có thể sử dụng giải quyết những vấn đề quan trọng hơn.
Kiểm duyệt Internet làm cho các doanh nghiệp tăng chi phí đối với việc quản lý tiếp thị trực tuyến. Những doanh nghiệp lớn có thể có lợi tức trong việc phát triển các chiến lược tiếp thị trực tuyến. Những doanh nghiệp nhỏ có thể mất khả năng cạnh tranh vì tài nguyên phải phân bổ nhiều hơn để giảm tác động của những vấn đề không chắc chắn do kiểm duyệt Internet gây ra.
- Lãng phí các khoản đầu tư quảng cáo trực tuyến[13]

Các công cụ quảng cáo trực tuyến (Online advertising) ví dụ như Google Adwords thông thường hiển thị quảng cáo thông qua việc nhận biết một số yếu tố từ các kết nối của người dùng như địa chỉ IP.
Người dùng muốn hạn chế việc kiểm duyệt, họ có thể kết nối một trang web bằng địa chỉ IP thực sau đó thông qua VPN. Các quảng cáo hiển thị sẽ khác nhau tùy theo mạng người dùng đang sử dụng. Điều đó có nghĩa là các quảng cáo đang được chi trả để hiển thị cho mục tiêu mà người dùng không có. Doanh nghiệp phải chịu chi phí lớn với những lượt hiển thị không đúng đối tượng mục tiêu họ nhắm đến.
- Giới hạn các ý tưởng mới và cơ hội kinh doanh

Kiểm duyệt Internet có thể hạn chế những ý tưởng kinh doanh mới xuất hiện ở quốc gia. Khi các doanh nhân nước ngoài cố gắng đầu tư tại những quốc gia có hệ thống kiểm duyệt Internet cao, họ nhanh chóng vướng phải nhiều rào cản. Nếu hồ sơ hoặc trang web của họ bị chặn vì chứa những thông tin mà chính phủ đánh giá ảnh hưởng tiêu cực đến tôn chỉ quốc gia này thì hoạt động kinh doanh của các công ty bị đe dọa ngay lập tức. Việc hạn chế thông tin dẫn đến sự thiếu đổi mới.
Các quốc gia có hệ thống kiểm duyệt Internet chặt chẽ gây khó khăn cho các công ty đa quốc gia. Các doanh nghiệp không thể truy cập các trang web tốt nhất để cung cấp dịch vụ. Doanh nghiệp không thể truy cập một số phần nhất định của Internet dẫn đến việc khó cạnh tranh trên quy mô toàn cầu hoặc truy cập các tài nguyên tốt nhất cho các sản phẩm và dịch vụ cần thiết.
- Hạn chế sự phát triển thương mại điện tử[2]

Việc Kiểm duyệt Internet hạn chế sự phát triển của thương mại dịch vụ trực tuyến. Internet là một thị trường toàn cầu và dựa trên sự phát triển của Internet, thương mại điện tử (E-commerce) bao gồm hình thức thương mại xuyên quốc gia ngày càng lớn mạnh. Trong bối cảnh này, các vấn đề giám sát thương mại trên Internet được nhấn mạnh như hạn chế thương mại, làm suy yếu môi trường thương mại và đầu tư thương mại điện tử, dịch vụ thông tin và truyền tải Internet. Một trong những giải pháp khắc phục vấn đề này là ngăn chặn việc truy cập vào trang web.
Các quốc gia quy định một số trang web tuân thủ sự kiểm duyệt nghiêm ngặt dẫn đến thương mại điện tử bị ảnh hưởng nghiêm trọng. Đối với thương mại điện tử, kiểm duyệt Internet là một loại rào cản phi thuế quan.

## Ví dụ thực tiễn

### Ưu điểm[10]
Biện pháp bảo mật danh tính người dùng của Facebook, Instagram: Tránh việc trộm cắp danh tính cũng như giả mạo hồ sơ thông tin khách hàng/người dùng, Facebook và Instagram đã xây dựng các biện pháp bảo mật tiên tiến, không cho phép khách hàng/người dùng tạo nhiều hồ sơ trên cùng một thông tin. Ngoài ra, họ cung cấp tùy chọn để báo cáo bất kỳ hồ sơ giả mạo và chặn chúng vĩnh viễn. Ngoài ra, chính phủ ban hành luật mạng quy định các hình phạt cho việc tạo hồ sơ giả và các nền tảng truyền thông xã hội (social media) khác tuân thủ các quy tắc này và phát triển các biện pháp bảo mật của chúng cho phù hợp.

### Nhược điểm[14]
Bức tường lửa của Trung Quốc là ví dụ cho hệ thống kiểm duyệt Internet chặt chẽ. Từ năm 2018, Trung Quốc bắt buộc tư nhân và các doanh nghiệp chọn một số dịch vụ VPN được quốc gia này cho phép. Các công ty đa quốc gia phải chi trả thêm chi phí để thuê dịch vụ VPN để có thể liên lạc qua các mạng xã hội bị chặn tại Trung Quốc để quản trị công ty trên Internet.
Các doanh nghiệp nước ngoài và nhân viên của họ gặp nhiều khó khăn với sự ràng buộc của bức tường lửa. Đối với các công ty nhỏ hoặc doanh nhân, họ thường tận dụng nhiều lợi ích trên Internet như dùng công cụ kỹ thuật số Google Analytics, Google Scholar nhưng bức tường lửa của Trung Quốc đã ngăn họ tiếp cận những công cụ bổ ích này. Đây là những nhóm người có nhiều ý kiến tiêu cực đối với hình thức kiểm duyệt Internet của Trung Quốc.